# Iwo Wiciński
Iwo Wiciński (ur. 22 maja 2004)  – polski aktor filmowy, teatralny oraz głosowy; były aktor dziecięcy.

## Kariera
Wiciński występował w teatrach: Roma, Syrena oraz Powszechnym w Warszawie. Był prezenterem programów dla dzieci w TVP: Masz Wiadomość czy Teleranek. Wystąpił też w kilku serialach, a największą popularność przyniosła mu rola Jędrka z Na dobre i na złe oraz Dawida z M jak miłość. Ma młodszego brata, Borysa, również aktora dziecięcego. Razem wystąpili min. w reklamie Cyfrowego Polsatu.

## Polski dubbing

### Filmy
- 2014: Pinokio – Luca
- 2016: Czerwony kapitan
- 2016: Tarzan: Legenda
- 2016: Wilk w owczej skórze
- 2017: Storm. Opowieść o odwadze – Storm
- 2019: Shazam! – Freddy Freeman
- 2019: Niezwykłe lato z Tess – Jorre
- 2019: Pokémon: Siła jest w nas – Miles
- 2020: Podniebna poczta Kiki – Tombo
- 2020: Rodzinka Yamadów – Noboru Yamada
- 2020: Czarny Młyn - Iwo
- 2022: Fałszywa dwunastka – Seth[4]

### Seriale
- 2016–2017: Artur i Minimki – Artur
- 2018: Barbie: Przygody w domku marzeń – Grayson Crawford
- 2018: Nowe legendy o Małpim Królu
- 2019: Bakugan: Battle Planet – Marco (odc. 3, 7, 18)
- 2019: Frytka i Kartofelcia
- 2019: Jeźdźcy smoków: Załoga ratunkowa – Dak
- 2019: Wiedźmin – Zeke Ozol (odc. 2)
- 2019: Historie z dreszczykiem – Jett (odc. 17)
- 2019: Mali detektywi
- 2020: Dodaj magii: Miasto tajemnic – Leo Sellitti
- 2020: Dziennik przyszłej pani prezydent – Ryan (odc. 6-7, 9-10)
- 2020: ThunderCats Roar! – Książę Starling (odc. 24)
- 2020: Kapitan Tsubasa – Kazushige Ichikawa

### Gry
- 2015: Wiedźmin 3: Dziki Gon
- 2016: Wiedźmin 3: Dziki Gon – Krew i wino – Jaś

### Słuchowiska
- 2016–2017: Biblia Audio. Superprodukcja
- 2018–2019: Filary Ziemi – Młody Jack

## Filmografia
- 2016: Mały Jakub
- 2017–2018: Druga szansa – Filip Keller (odc. 1-10, 11-13)
- 2017: W rytmie serca – uczeń Zbychu (odc. 6)
- 2018: Na sygnale – Daniel Kowalik (odc. 172)
- 2018–2019: Na dobre i na złe – Jędrek Sowa (715-753)
- 2020: Czarny młyn – Iwo
- 2021–2023: M jak miłość – Dawid Jaszewski, chłopak Basi Rogowskiej (odc. 1556-1728)